# Asparagus stachyphyllus
Asparagus stachyphyllus är en sparrisväxtart som beskrevs av Augustin Abel Hector Léveillé och Eugène Vaniot. Asparagus stachyphyllus ingår i släktet sparrisar, och familjen sparrisväxter. Inga underarter finns listade i Catalogue of Life.